# Karl von Martini (General)
Karl Martini, seit 1909 Ritter von Martini (* 20. Januar 1855 in München; † 18. August 1935 ebenda) war ein bayerischer General der Infanterie.

## Leben

### Familie
Er war der Sohn des bayerischen Oberleutnants Bernhard Martini und dessen Ehefrau Anna, geborene Foringer. Martini verheiratete sich am 30. August 1894 in München mit Klara Straub. Aus der Ehe ging eine Tochter hervor.

### Militärkarriere
Martini trat nach dem Besuch des Realgymnasiums 1873 als Dreijährig-Freiwilliger in das 1. Infanterie-Regiment „König“ der Bayerischen Armee ein. Am 27. November 1876 wurde er Leutnant. Von 1883 bis 1886 absolvierte er die Bayerische Kriegsakademie und wurde am 17. April 1886 zum Oberleutnant befördert. Im weiteren Verlauf seiner Militärkarriere erhielt Martini am 3. April 1903 als Oberst das Kommando über das 15. Infanterie-Regiment „König Friedrich August von Sachsen“ in Neuburg an der Donau. Am 19. Oktober 1905 übernahm er dann die 3. Infanterie-Brigade in Augsburg und wurde am 28. Oktober zum Generalmajor befördert. Vom 5. August 1909 bis 21. April 1912 kommandierte er als Generalleutnant die 6. Division in Regensburg. Anschließend wurde Martini unter gleichzeitiger Beförderung zum General der Infanterie auch Kommandierender General des II. Armee-Korps.
Diese Stellung behielt er auch nach Ausbruch des Ersten Weltkriegs bei. Im August 1914 führte er sein Korps im Verband der 6. Armee während der Schlacht in Lothringen. Am 4. November 1914 übergab er das in den Raum Lille verlegte Korps an Generalleutnant Otto von Stetten. Dann stellte man Martini zur Disposition und verwendete ihn vom 3. September 1918 bis Kriegsende noch als Kommandierenden General des stellvertretenden Generalkommandos des I. Armee-Korps in München.
Für seine Verdienste wurde Martini 1909 mit dem Komturkreuz des Ordens der Bayerischen Krone ausgezeichnet.